# 陳忠信
陳忠信（1949年4月15日—），筆名杭之，中華民國政治人物，民主進步黨籍，曾任職立法委員、國安會副秘書長等職。

## 著作
- 《一葦集──現代化發展的反省片斷》（臺北：允晨文化，1987）
- 《一葦集‧續篇》（臺北：允晨文化，1987）
- 《邁向後美麗島的民間社會》（臺北：唐山出版社，1990）
- 《國家政策與批判的公共論述》（臺北：業強出版社，1997）

## 外部連結
- 立法院 （页面存档备份，存于）

| 中華民國政府職務 | 中華民國政府職務                              | 中華民國政府職務 |
| ---------------- | --------------------------------------------- | ---------------- |
| 總統府           |                                               |                  |
| 前任： 陳唐山    | 國安會秘書長 代理 2008年3月27日—2008年5月20日 | 繼任： 蘇 起     |